# José dos Santos Carvalho Filho
José dos Santos Carvalho Filho é um jurista brasileiro.
Foi membro do Ministério Público, desde 1974, ocupando, entre outras funções, a titularidade da 2ª Procuradoria de Justiça, com atuação perante a 8ª Câmara Cível do Tribunal de Justiça do Rio de Janeiro.
Mestre em Direito do Estado pela UFRJ, lecionou na Universidade Veiga de Almeida, na Universidade Federal Fluminense - UFF, na Escola de Magistratura da Justiça do Trabalho no Rio de Janeiro - EMATRA, como professor de Direito Administrativo, Direito Constitucional e Teoria Geral do Estado. Também é palestrante na EMERJ - Escola de Magistratura do Estado do Rio de Janeiro.
É membro do Instituto dos Advogados Brasileiros - IAB e autor do livro Manual de Direito Administrativo, destinado para acadêmicos de graduação, que se encontra na 32ª edição.